# Fergus Falls
Fergus Falls és una població dels Estats Units a l'estat de Minnesota. Segons el cens del 2009 tenia 13.544 habitants.

## Demografia
Segons el cens del 2000, Fergus Falls tenia 13.471 habitants, 5.633 habitatges, i 3.306 famílies. La densitat de població era de 398,3 habitants per km².
Dels 5.633 habitatges en un 28,1% hi vivien nens de menys de 18 anys, en un 47,2% hi vivien parelles casades, en un 9% dones solteres, i en un 41,3% no eren unitats familiars. En el 35,5% dels habitatges hi vivien persones soles el 18% de les quals corresponia a persones de 65 anys o més que vivien soles. El nombre mitjà de persones vivint en cada habitatge era de 2,25 i el nombre mitjà de persones que vivien en cada família era de 2,94.
Per edats la població es repartia de la següent manera: un 23% tenia menys de 18 anys, un 10% entre 18 i 24, un 24,5% entre 25 i 44, un 20,3% de 45 a 60 i un 22,1% 65 anys o més.
L'edat mediana era de 40 anys. Per cada 100 dones de 18 o més anys hi havia 85,6 homes.
La renda mediana per habitatge era de 31.454 $ i la renda mediana per família de 44.280 $. Els homes tenien una renda mediana de 32.051 $ mentre que les dones 20.841 $. La renda per capita de la població era de 18.929 $. Entorn del 7% de les famílies i el 10,8% de la població estaven per davall del llindar de pobresa.

## Poblacions més properes
El següent diagrama mostra les poblacions més properes.